# Alexandre Gaydamak
Ne doit pas être confondu avec Arcadi Gaydamak.
Alexandre Gaydamak (en russe : Александр Гайдамак ; en hébreu : אלכסנדר גאידמק), né en 1976, est un homme d'affaires franco-israélien d'origine russe.

## Biographie
Fils d'Arcadi Gaydamak, Alexandre Gaydamak naît en France en mai 1976.
En janvier 2006, il s'associe à son père, par ailleurs détenteur du club israélien Beitar Jérusalem, pour devenir copropriétaire, avec Milan Mandarić, du club anglais Portsmouth. Pini Zahavi, agent sportif israélien, participe à la signature d'un accord.
En juillet 2006, Alexandre Gaydamak devient propriétaire exclusif de Portsmouth, et ce, malgré le fait que Mandarić soit encore chez Pompey[Qui ?] en tant que président non-exécutif jusqu'à fin 2007, au plus tard.
Le 21 juillet 2009, Gaydamak donne son accord de principe pour la vente de Portsmouth F.C. à Sulaiman Al Fahim, démissionnant de ses fonctions dans l'organigramme du club. Il reste propriétaire du club jusqu'à ce que les détails de la vente soient finalisés le 8 juin 2009.